# Menor do Chapa
Menor do Chapa, nome artístico de Fabrício de Souza Batista, (Rio de Janeiro, 28 de Março de 1982) é um cantor e compositor de Funk carioca.
Foi uma das maiores revelações do funk carioca. Em 1998 iniciou a carreira artística, influenciado pelo Rap, sua primeira música "O Chapa, é o Chapa" foi a sua primeira canção a emplacar todas as rádios,[carece de fontes?] sendo hoje "Favela Vive 3 com ADL,Djonga,Choice e Negra Li " suas canções mais conhecidas.

## Canções mais notórias
- "Vida Loka (Humildade e Disciplina)"
- "Eu Sou Patrão, Não Funcionário"
- "O Chapa, é o Chapa"
- "Firma Milionária"
- "Papo de Milhão"
- "Vou Patrocinar"
- "Fluxo da Ostentação"
- "O Cara do Momento"